# Alligator Bogaloo
Alligator Bogaloo è un album di Lou Donaldson, pubblicato dalla Blue Note Records nel 1967. Il disco fu registrato il 7 aprile 1967 al Rudy Van Gelder Studio di Englewood Cliffs, New Jersey (Stati Uniti).

## Tracce
Lato A
1. Alligator Bogaloo – 6:45 (Lou Donaldson)
2. One Cylinder – 6:40 (Freddie McCoy)
3. The Thang – 5:45 (Lou Donaldson)

Lato B
1. Aw Shucks! – 7:15 (Lonnie Smith)
2. Rev. Moses – 6:20 (Lou Donaldson)
3. I Want a Little Girl – 4:25 (Billy Moll, Murray Mencher)

## Musicisti
Lou Donaldson Quintet
- Lou Donaldson - sassofono alto
- Melvin Lastie - cornetta (tranne su : B3)
- George Benson - chitarra
- Lonnie Smith - organo
- Leo Morris - batteria